# Bilkei Irén
Őriné dr. Bilkei Irén (Pécs, 1954. június 23. –) régész, főlevéltáros, a Zala Megyei Levéltár igazgatója, címzetes igazgató.

## Élete
1972-ben érettségizett a pápai Türr István Gimnáziumban. 1973–1977 között az ELTE latin–régészet szakán szerzett diplomát, majd 1997-ben levéltár szakon is. 1982-ben régészetből, 2007-ben pedig a történelem segédtudományai tudományágból szerzett doktori fokozatot.
1977–1982 között muzeológusként a keszthelyi Balatoni Múzeumban dolgozott, majd 1983–1994 között levéltárosként, 1994-től igazgatóhelyettesként, 1995-től igazgatóként, majd 2010-től főlevéltáros, címzetes igazgatóként a zalaegerszegi Zala Megyei Levéltárban. A 16. századig bezáróan foglalkozik történeti kutatásokkal Zala megyében.
1979-ben Balatongyörökön végzett régészeti feltárást.

## Oktatási tevékenység
- 1988–1991: Zrínyi Miklós Gimnázium (latin)
- 1991–1995: Kölcsey Ferenc Gimnázium (latin)
- 2000–2007: Berzsenyi Dániel Főiskola (latin és levéltári ismeretek)
- 2016–    : Pécsi Tudományegyetem – Egészségtudományi Kar (latin)

## Fontosabb művei
- 1978 Római kövek Zalavárról. Zalai Gyűjtemény 8, 23–30.
- 1979 Die griechischen Inschriften des römischen Ungarns. Alba Regia 17, 23–48.
- 1979 Késő római sír Hegyesdről. VMMK 14, 157–161.
- 1980 Römische Schreibgeräte aus Pannonien. Alba Regia 18, 61–90.
- 1981 A Canius kereskedőcsalád Pannoniában. Zalai Gyűjtemény 16, 3–12.
- 1981 Noricumi római sírkövek Zalában. Zalai Gyűjtemény 16, 13–20.
- 1983 Schulunterricht und Bildungswesen in der römischen Provinz Pannonien. Alba Regia 20, 67–74.
- 1985 Római edényfeliratok a nagykanizsai Thury György Múzeumban. Zalai Gyűjtemény 21, 5–21.
- 1986 Újabb római kőemlékek Zalából. Zalai Gyűjtemény 25, 13–19.
- 1989 Zala vármegye közgyűlési jegyzőkönyveinek regesztái 1555–1711 I. Zalai Gyűjtemény 29. (tsz. Turbuly Éva)
- 1989 Hiteles helyek Zalában, 13–14. század. In: A Dunántúl településtörténete VII. Szerk. Somfai Balázs. Veszprém, 343–350.
- 1990 A keszthelyi Balatoni Múzeum római kőtára. Zalai Múzeum 2, 119–147.
- 1999 A zalavári és a kapornaki konventek hiteleshelyi levéltárainak oklevélregesztái 1527-1541
- 2002 A zalavári és a kapornaki konventek hiteleshelyi levéltárainak oklevélregesztái 1542-1544
- 2008 A zalavári és a kapornaki konventek hiteleshelyi levéltárainak oklevélregesztái 1545-1548
- A zalai köznemesség tárgyi kultúrája, életmódja a 16. századi hiteleshelyi oklevelek alapján
- Zala Megye Levéltára középkori okleveleinek regesztái, (1019) 1240-1526; ford., mutató, szerk. Bilkei Irén; MNL Zala Megyei Levéltár, Zalaegerszeg, 2013 (Zalai gyűjtemény)
- Zala megye levéltára középkori okleveleinek regesztái (1019) 1240-1526; MNL Zala Megyei Levéltára, Zalaegerszeg, 2014, 220 p. (Zalai Gyűjtemény, 75.)
- Zalai évszázadok. Tanulmányok és dokumentumok Zala megye történetéhez, 2016; szerk. Bilkei Irén; MNL Zala Megyei Levéltára, Zalaegerszeg, 2016 (Zalai gyűjtemény)
- 2023 Hermelines subák, vízjeles papírok és a szelídített szarvas. Hétköznapi élet a Nyugat-Dunántúlon a 15-16. században, Nádasdy Ferenc Múzeum, Szülőföld Könyvkiadó, Sárvár–Szombathely, 2023, 154 p. (A Nádasdyak hagyatéka 2.)

## Elismerései
- 2021: Zalaegerszegért Díj [1]